# Lee Ok-sung
Lee Ok-Sung est un boxeur sud-coréen né le 7 février 1981 à Jinju.

## Carrière
Champion d'Asie de boxe amateur en 2005 à Hô-Chi-Minh-Ville dans la catégorie poids mouches, il remporte également le titre mondial à Mianyang en 2005.

## Référence
1. ↑  (en) Résultats des championnats du monde de boxe amateur 2005 (amateur-boxing.strefa.pl)

## Lien  externe
- (en) Profil olympique de Lee Ok-sung sur sports-reference.com (archivé)